# Zonterapi

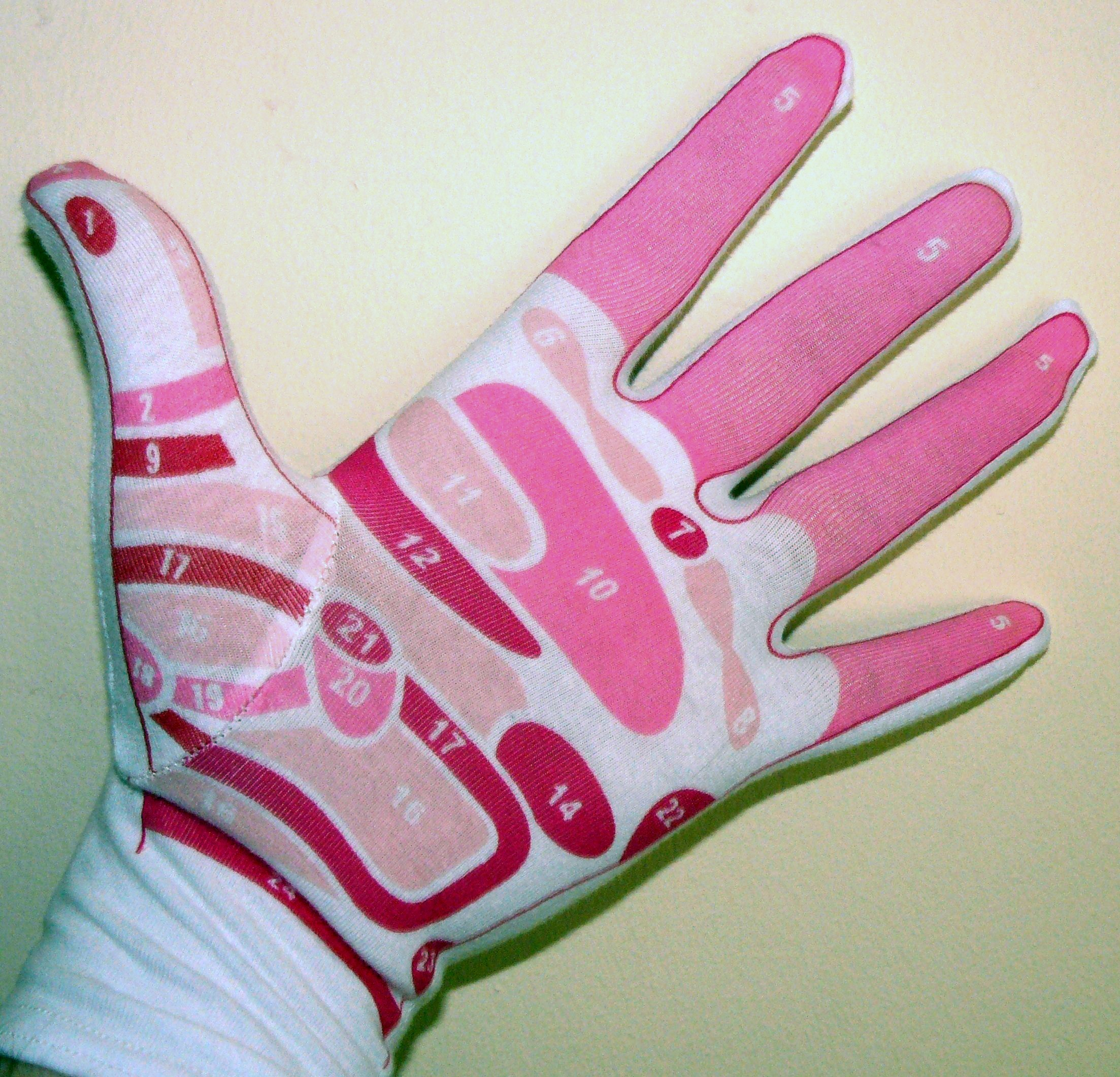
Exempel på ett zonterapidiagram över handen, som visar de områden som utövare menar motsvarar organ i kroppens "zoner".

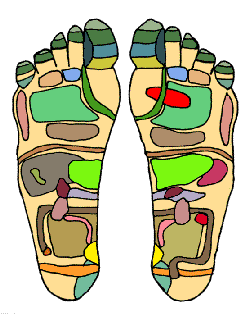
Exempel på ett zonterapidiagram över foten, som visar de områden som utövare menar motsvarar organ i kroppens "zoner".

Zonterapi, (även Reflexzonterapi, reflexologi) är en  pseudovetenskaplig behandlingsform inom komplementär- eller alternativmedicin.
Zonterapeutiska metoder har sannolikt i olika former existerat mycket länge inom olika folkmediciner.
Den moderna varianten utvecklades omkring 1915 av den amerikanske öron-, näs- och halsspecialisten William H Fitzgerald (1872–1942). Till Sverige kom metodiken på 1970-talet. Den svenska ingenjören Karl-Axel Lind krediteras med att ha populariserat behandlingsformen på 1980-talet i Sverige och har lagt grunden för den metod som praktiseras i landet.
Enligt zonterapin kan kroppen indelas i olika lodräta skikt, zoner, från huvud till fötter och händer. Vid obalans eller sjukdom reagerar zonpunkterna för respektive organ med att ömma. Behandling ges genom att trycka på dessa och stimulera energi och blodgenomströmning till det sjuka området.
Kroppens alla organ anses representerade bland annat på fötterna, och man behandlar oftast där. Zonpunkter finns enligt zonterapin även på öronen och övriga kroppen.
Det har gjorts få undersökningar av effekten av zonterapi och resultaten av de undersökningar som gjorts har inte gett entydiga bevis för att den goda effekten som patienterna upplever enbart har orsakats av stimuli av triggerpunkter eller om patientens förbättring lika mycket beror på terapeutens tid och omsorg. 
Zonterapeuter behandlar matsmältnings- och gallbesvär, urinvägsproblem, oregelbunden och smärtsam menstruation, klimakteriebesvär, huvudvärk och migrän, muskel- och skelettbesvär, ryggskott, öron- och bihåleinflammation, sömnlöshet, oro, stress, förhöjt blodtryck, luftvägsbesvär, astma, allergi och eksem. Många patienter kan berätta om goda effekter. Zonterapi får enligt 1998 års lag inte ges vid cancer, diabetes, epilepsi, epidemiska sjukdomar, tuberkulos, veneriska sjukdomar samt vid sjukliga tillstånd i samband med graviditet. Barn under åtta år får inte behandlas i Sverige. Behandling med zonterapi är inte godkänd av den svenska Socialstyrelsen. [källa behövs]
Svenska Fotzonterapi–Reflexologi-Förbundet, SFRF, kräver en treårig utbildning. Denna utbildning berättigar till titeln auktoriserad zonterapeut och ges vid vissa skolor i Sverige. Kortare undervisning förekommer också.